# Розмеж
Розмеж (пол. Rozmierz, нім. Rosmierz, 1936-45: Angerbach in Oberschlesien) — село в Польщі, у гміні Стшельці-Опольські Стшелецького повіту Опольського воєводства.
Населення — 482 особи (2011).

## Демографія
Демографічна структура станом на 31 березня 2011 року:
|          | Загалом | Допрацездатний вік | Працездатний вік | Постпрацездатний вік |
| -------- | ------- | ------------------ | ---------------- | -------------------- |
| Чоловіки | 237     | 62                 | 144              | 31                   |
| Жінки    | 245     | 43                 | 147              | 55                   |
| Разом    | 482     | 105                | 291              | 86                   |